# Qaanaaq (plaats)
Qaanaaq, vroeger ook wel Thule, is een plaats in het noordwesten van Groenland in de gemeente Avannaata. In de plaats wonen 635 mensen, waarmee het de grootste van de gemeenschap Qaanaaq is. Er zijn nog enkele kleinere nederzettingen met in totaal 135 inwoners. Er zijn circa 500 hondensledes aanwezig in de stad.
Ongeveer 100 kilometer ten zuiden van Qaanaaq ligt de Amerikaanse luchtvaartbasis Thule Air Base, die een belangrijke strategische rol vervult voor het Amerikaanse leger. Op de basis was van 1954 tot de vernietiging in 1992 een van de hoogste bouwwerken op aarde, de 378 meter hoge radiomast Thule.
De stad heette vroeger Thule, naar de mythische noordelijkste plaats op aarde.

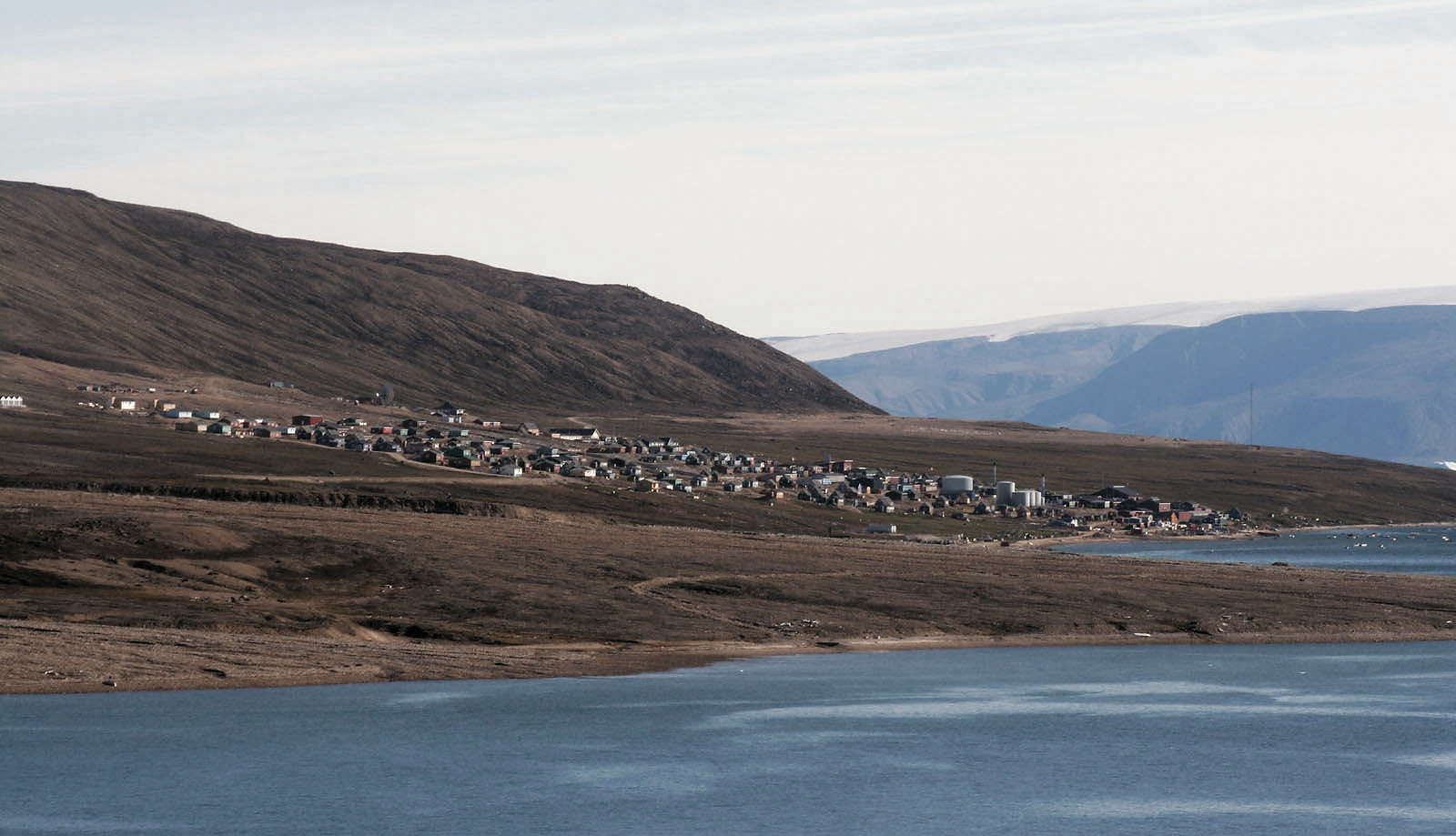
Qaananq
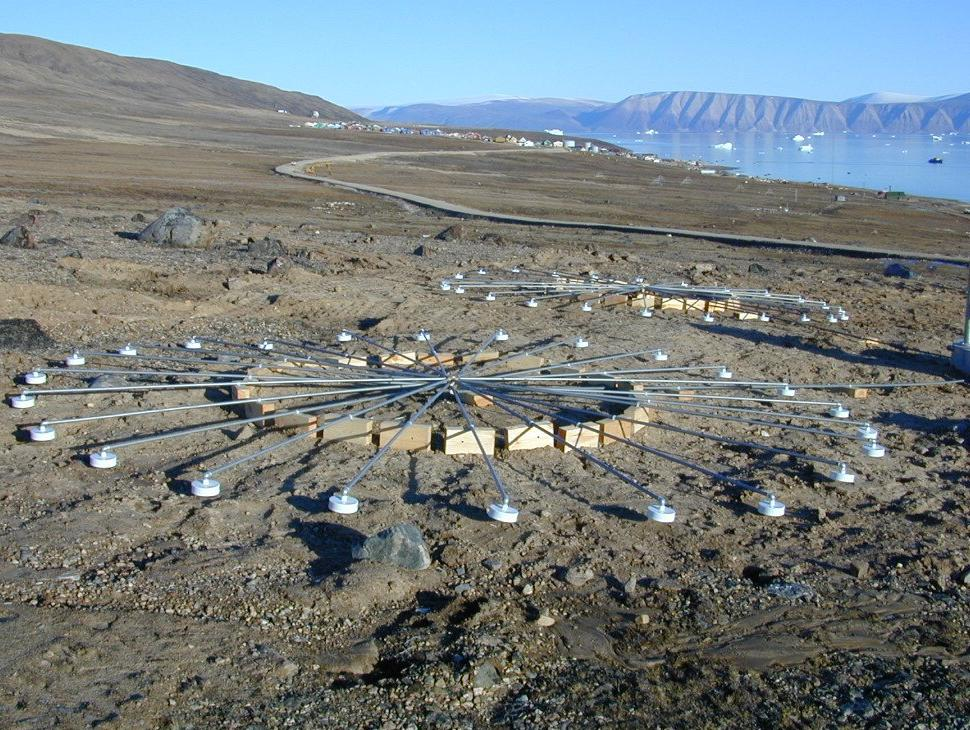
Meetapparatuur voor Infrageluid bij Qaanaaq, bestemd om kernexplosies op te kunnen sporen
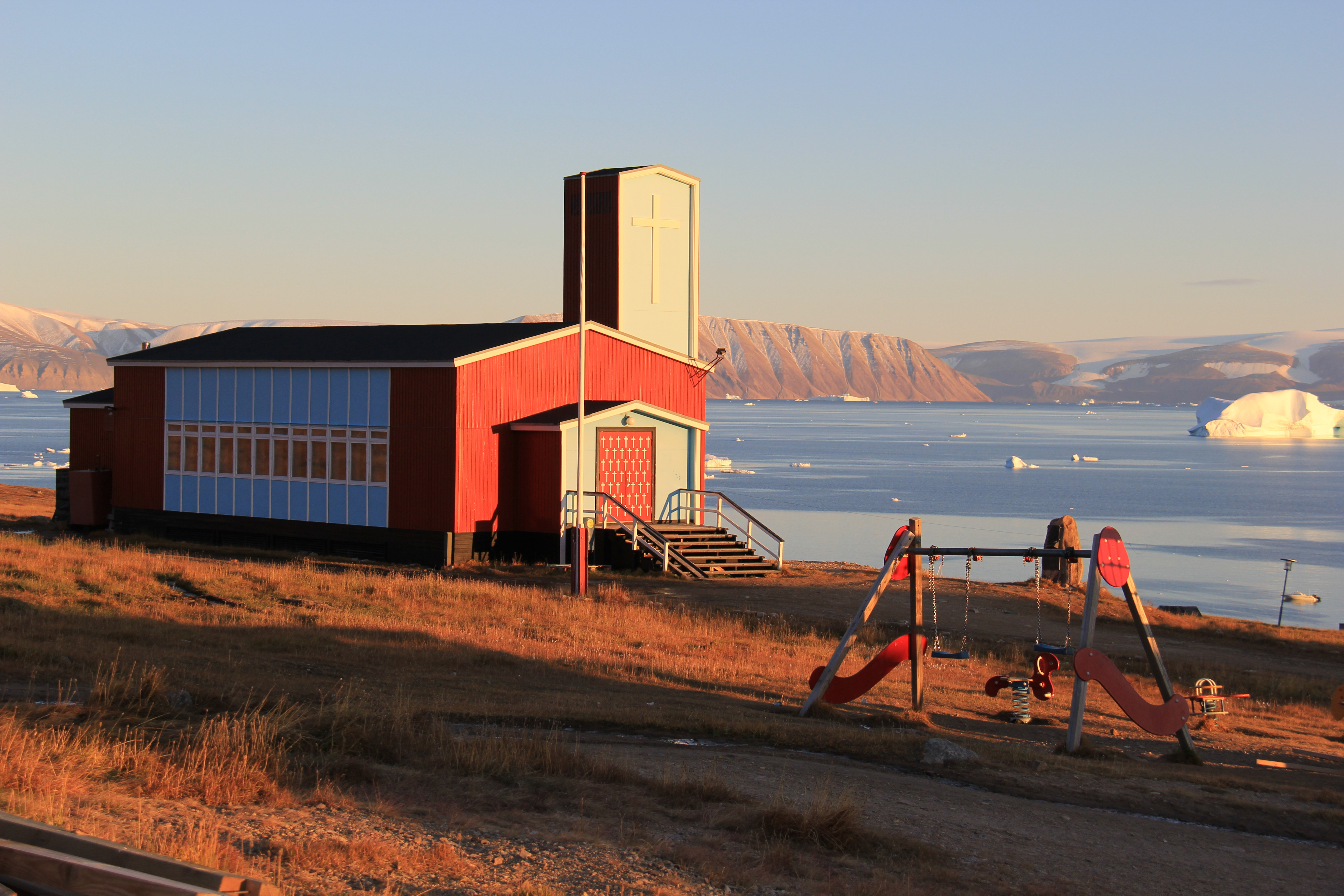
De kerk in het dorp